# Piscator
Piscator är en värmländsk prästsläkt.

## Medlemmar
- Per Piscator, bergsman och tecknare
- Anders Piscator, tonsättare och präst
- Bengt Piscator, musiker